# Melton Highway
Der Melton Highway (früher auch Keilor-Melton Road) ist eine Verbindungsstraße westlich von Melbourne im Süden des australischen Bundesstaates Victoria. Sei verbindet den Western Freeway in Melton mit dem Calder Freeway in Keilor (Melbourne).

## Verlauf
Am Ostrand von Melton zweigt der Melton Highway nach Norden vom Western Highway (NM8) ab und wendet sich gleich nach Osten. Er überquert den Kororoit Creek und erreicht südwestlich des Flughafens den Calder Freeway (M79).
Damit führt die kürzeste Verbindung zwischen Ballarat und dem Flughafen Melbourne über diese Straße.

## Ausbauzustand und Geschwindigkeitsbeschränkungen
Die zweispurige Straße ist an mehreren Stellen mit Überholspuren versehen. Die Brücke über die Eisenbahn bei Sydenham wurde bereits vierspurig ausgelegt.
In Melton liegt die Geschwindigkeitsbeschränkung bei 80 km/h und steigt dann auf 100 km/h. Ab Sydenham sinkt die zulässige Höchstgeschwindigkeit wieder, zunächst auf 90 km/h, dann auf 80 km/h und schließlich auf 70 km/h, sobald die Straße durch bewohntes Gebiet führt.